# Mary Pierce
Mary Pierce, född 15 januari 1975 i Montréal i Kanada som dotter till en fransk mor och en amerikansk far, är en före detta professionell högerhänt tennisspelare som representerade Frankrike, men som också har kanadensiskt och amerikanskt medborgarskap.
Mary Pierce blev professionell tennisspelare i mars  1989. Hon har till och med säsongen 2007 vunnit 18 singel- och 10 dubbeltitlar på WTA-touren och ytterligare två singel- och fyra dubbeltitlar på ITF-cirkusen. Under perioden 1990–2005 vann hon två singeltitlar i Grand Slam (GS)-turneringar, och nådde final vid ytterligare fyra tillfällen. Hon har också vunnit två GS-dubbeltitlar. Sin högsta singel-rankning, nummer tre, nådde hon 1995, och sin högsta dubbelrankning, också nummer tre, nådde hon 2000. I januari 2006 rankades Mary Pierce som världssexa i singel, men på grund av skador som tvingat henne till längre speluppehåll rankades hon i slutet av säsongen som nummer 76 och återfinns inte i rankinglistorna för 2007.

## Tenniskarriären

### 1989–1993
Vid proffsdebuten 1989 var Mary Pierce med sina 14 år och två månader den dittills yngsta amerikanska spelaren som blivit proffs. Samma år vann hon sin första internationella turnering (ITF/York-USA). År 1990 spelade hon första gången i en GS-turnering (Franska öppna) och 1993 nådde hon första gången kvartsfinal i en GS-turnering (Australiska öppna). Hon förlorade denna mot Gabriela Sabatini (6–4, 6–7, 0–6). På våren 1997 vann Pierce singeltiteln i Italienska öppna i Rom genom finalseger över Conchita Martínez (6–4, 6-0).

### 1994–1999
Säsongen 1994, hon rankades då bland de fem bästa spelarna, nådde hon finalen i Franska öppna, men förlorade mot Arantxa Sánchez Vicario. På vägen till finalen hade hon besegrat bland andra Steffi Graf (6–2, 6–2). Hon hade också satt ett rekord i turneringen genom att i de första tre omgångarna bara förlora två game. 
Säsongen 1995 vann hon sin första GS-titel, Australiska öppna, efter finalseger över Sánchez Vicario. Året därpå, 1996, nådde hon kvartsfinalen i Wimbledonmästerskapen, och 1997 åter finalen i Australiska öppna. År 1998 slog hon ett nytt rekord Australiska öppna, genom att nå kvartsfinalen via två 6-0, 6-0-vinster. 

### 2000-
Säsongen 2000 vann hon singeltiteln i Franska öppna efter semifinalseger över Martina Hingis och finalseger över Conchita Martínez (6–2, 7–5). Tillsammans med Hingis vann hon också dubbeltiteln. 
Efter ett skadefyllt senår 2000 och 2001 utan stora spelframgångar, nådde hon kvartsfinalen i Franska öppna 2002. Hon förlorade denna mot Serena Williams. År 2004 tog hon sin första WTA-singeltitel sedan 2000. År 2005 nådde en "pånyttfödd" Pierce finalen i både Franska öppna och US Open och vann dessutom mixed dubbeltiteln i Wimbledon. 
På grund av skador har Pierce inte spelat under stora delar av 2006 och hela 2007. Hon har bland annat genomgått en knäoperation, och räknar med att återkomma till touren under spelsäsongen 2008. 

## Deltagande iFed Cup
Mary Pierce deltog under perioden 1990–2005, med uppehåll 1998–2002, i det franska Fed Cup-laget. Hon spelade sammanlagt 32 matcher under den här perioden och vann 18 av dessa. Hon deltog i det franska segrarlaget 1997 och 2003. 

## Spelaren och personen
Mary Pierce föddes i Kanada, men flyttade med sina föräldrar vid späd ålder till Bradenton, Florida, där hon växte upp. Hon lärde sig tala franska av sin mor och blev därmed tvåspråkig (franska och engelska).  Fadern, Jim Pierce, lärde Mary och hennes bror David att spela tennis. Jim Pierce blev hennes tränare under flera år, också sedan hon blivit professionell spelare. 
Fadern, Jim Pierce, kom att bli en belastning för Mary. Under matcher på WTA-touren kunde denne ropa oförskämdheter till hennes motståndare. Han uppträdde också i vittnens närvaro vid flera tillfällen mycket olämpligt mot sin dotter, som han kunde läxa upp såväl verbalt som fysiskt när hon gjort mindre lyckade insatser under träning eller matcher. På grund av detta blev Jim Pierce under en femårsperiod  (1993 till 1998) suspenderad som tränare av WTA. Mary Pierce bröt i samband med detta sin förbindelse med fadern, och tränades av andra spelare och så småningom av sin bror, David. Först under senare år (från 2005) har Mary i viss omfattning åter börjat träna tillsammans med sin far.
Mary Pierce är en välväxt person, som rör sig med stor elegans på tennisbanan. Hon har en mycket bra serve. Hon har en dubbelfattad backhand. Den senaste femårsperioden har hon varit drabbad av skador, besvär med tennisarmbåge tvingade henne till ett längre speluppehåll under hösten 2000. År 2001 drabbades hon av inflammation i bandapparaten i fotlederna. Hon har också haft besvär från ländryggen. En knäskada tvingade henne till speluppehåll under hela 2007. 
Parallellt med tennisspelandet har Mary Pierce också arbetat som modell. Sedan karriärens slut är hon bosatt på Mauritius. 
På fritiden tycker hon om friluftsliv, och hon har som hobbies att läsa, skriva, måla och lyssna på musik.

## Grand Slam-finaler, singel (6)

### Singeltitlar (2)
| År   | Mästerskap        | Finalmotståndare                 | Setsiffror |
| 1995 | Australiska öppna | Arantxa Sánchez Vicario, Spanien | 6-3, 6–2   |
| 2000 | Franska öppna     | Conchita Martínez, Spanien       | 6–2, 7–5   |

### Finalförluster (Runner-ups) (4)
| År   | Mästerskap        | Finalmotståndare                 | Setsiffror |
| 1994 | Franska öppna     | Arantxa Sánchez Vicario, Spanien | 4–6, 4–6   |
| 1997 | Australiska öppna | Martina Hingis, Schweiz          | 2–6, 2–6   |
| 2005 | Franska öppna     | Justine Henin-Hardenne, Belgien  | 1–6, 1–6   |
| 2005 | US Open           | Kim Clijsters, Belgien           | 3–6, 1–6   |

### Övriga Grand Slam-titlar
- Franska öppna
  - Dubbel - 2000
- Wimbledonmästerskapen
  - Mixed dubbel - 2005 (med Mahesh Bhupathi)

## Övriga WTA-titlar
- Singel
  - 2005 - San Diego, Moskva
  - 2004 - Hertogenbosch
  - 2000 - Hilton Head
  - 1999 - Linz
  - 1998 - Paris [inomhus], Amelia Island, Moskva, Luxembourg
  - 1997 - Rom (Italienska öppna)
  - 1995 - Australian Open, Tokyo
  - 1993 - Filderstadt
  - 1992 - Cesena, Palermo, Puerto Rico
  - 1991 - Palermo
- Dubbel
  - 2003 - Los Angeles (med Rennae Stubbs)
  - 2000 - Tokyo (Pan Pacific) (med Martina Hingis)
  - 1999 - Toronto (Kanadensiska öppna) (med Jana Novotna), Leipzig (med Larisa Neiland)
  - 1998 - Amelia Island (med Sandra Cacic), Moskva (med Natasha Zvereva)
  - 1997 - Hamburg (med Anke Huber)
  - 1996 - Tokyo (med Amanda Coetzer)
  - 1991 - Palermo (med Petra Langrova).